# Tectonatica shorehami
Tectonatica shorehami is een slakkensoort uit de familie van de Naticidae. De wetenschappelijke naam van de soort is voor het eerst geldig gepubliceerd in 1900 door Pritchard & Gatliff.